# فصيات الأقدام
فصيات الأقدام (بالإنجليزية: Lobopodia)‏ هي مجموعة من الحيوانات غير المفهومة، يقع معظمها في مجموعة فرعية من مفصليات الأرجل. يعود مداها الأحفوري إلى العصر الكمبري المبكر. فصيات الأقدام هي عقلات تملك عادة سيقان ذات مخالب معقوفة على آخرها.